# Праджавани
«Праджавани» (канн. ಪ್ರಜಾವಾಣಿ — «Голос народа»; Prajavani) — индийская ежедневная газета на языке каннада, выпускаемая в штате Карнатака. Основана в октябре 1948 года К. Н. Гурусвами, также известным как создатель Deccan Herald. В настоящее время газетой владеет компания The Printers Mysore, принадлежащая членам семьи Гурусвами.
В 2002 году аудитория газеты составляла свыше 2,5 млн читателей; в 2003 году тираж насчитывал 309,5 тыс. По состоянию на май 2019 года «Праджавани» является одной из самых популярных ежедневных каннадоязычных газет, аудитория которой составляет 7,177 млн читателей.